# Città di Ebla
Città di Ebla è un collettivo artistico fondato a Forlì nel 2004 da Claudio Angelini, Valentina Bravetti, Daniele Romualdi, Marco Martini e Simona Zauli. Al gruppo si uniscono già da 2005 Elisa Gandini e Davide Fabbri, che andranno a formare il nucleo storico del collettivo, impegnato nella produzione e promozione di teatro e arti performative contemporanee.

## Storia del collettivo
L’opera che segna il debutto di Città di Ebla è Othello: da un’idea di William Shakespeare demolita e incendiata (2005), cui segue l’anno successivo Wunderkammer (2006). I due primi lavori sono accomunati da una forte sperimentazione della relazione fra corpo e visione attraverso i molteplici linguaggi della scena. Di rilevante importanza è il progetto Pharmakos (2006-2008), opera in cinque Movimenti, che ha rappresentato un momento di ricerca e di sviluppo di metodologie di lavoro e di modalità operativa della compagnia, che spinge il linguaggio dei suoi spettacoli ai confini tra danza, arti performative e teatro visuale, lasciando alla parola solo il compito di evocare o scatenare la potenza racchiusa nel corpo e nelle immagini.
La svolta internazionale del percorso artistico di Città di Ebla è segnata da due spettacoli ispirati a racconti di inizio Novecento: La metamorfosi (2010 - liberamente tratto da La Metamorfosi di Franz Kafka) e The Dead (2012 - liberamente tratto da The Dead di James Joyce). I lavori di Città di Ebla vengono ospitati in alcuni dei principali festival e teatri dedicati alle nuove espressioni artistiche in Italia e all’estero tra cui Notafe Festival (Viljandi, Estonia), London International Mime Fest (Londra, Regno Unito), Unidram International Theatre Festival (Potsdam, Germania), spingendo la propria attività fino all’Iran nel 2015.
Inoltre con lo spettacolo The Dead viene sperimentata l’innovativa tecnica espressiva del “real time shooting”, nata dalla collaborazione fra Città di Ebla e il fotografo Luca Di Filippo.
Le ultime produzione del collettivo sono: Suite Michelangelo (2013), un concerto-spettacolo per pianoforte e baritono sulle musiche scritte da Dimitri Sostakovic e Corpo Centrale (2017) una ricerca sul legame tra corpo, architettura e città.
Città di Ebla fa parte sin dalla sua nascita del gruppo di compagnie fondatrici del festival internazionale di arti dal vivo Ipercorpo di cui hanno fatto parte Santasangre, gruppo nanou, Cosmesi e Ooffouro. Il festival  - nato nel 2006 a Roma all’interno di Kollatino Underground da una idea di Santasangre -  è poi stato organizzato stabilmente da Città di Ebla a Forlì. Il collettivo vanta importanti collaborazioni con istituzioni come Fabbrica Europa, Fondazione Romaeuropa, Fondazione Pontedera Teatro, Sagra Musicale Malatestiana. Il lavoro svolto da Città di Ebla in questi anni si è contraddistinto per l’impegno con il territorio che ha generato il consolidamento dei rapporti con le istituzioni locali. Si aggiungono le relazioni instaurate con importanti realtà artistiche della scena contemporanea sul piano nazionale e internazionale, enti privati, imprese e realtà locali. I progetti, volti alla promozione delle performing arts organizzati dal collettivo, vanno dalla direzione artistica e organizzativa di progetti su più giornate, fino ad attività rivolte agli Istituti Scolastici Superiori, alla curatela di rassegne e stagioni teatrali.

## Il nome e la poetica
Il nome Città di Ebla è un omaggio alla grande civiltà proto-siriana, scoperta nel 1968 da una spedizione italiana, che ha modificato le conoscenze storiche in nostro possesso dell'area anatolico-mesopotamica, portando alla luce una grande città-stato che già nel III millennio A.C. poteva vantare importanti conoscenze nel campo della scrittura, della struttura societaria, dell'utilizzo dei materiali, dell'arte. Ebla è quindi idealmente  una città la cui sopravvivenza è connaturata alla sua possibilità di sparizione, allo stesso modo di una comunità che sorge attorno al teatro, arte effimera per eccellenza. Inoltre, Ebla, in quanto città-stato, era protetta da una cinta muraria. La stessa necessità di chiarire i limiti della propria dimensione concettuale e operativa caratterizza le modalità di lavoro del gruppo, pur nella possibilità di aprire le porte delle proprie mura e lasciare libertà agli scambi. La volontà del collettivo Città di Ebla è di non fossilizzarsi in una struttura, nella consapevolezza che ogni comunità che si incontra su un progetto teatrale ha come base del suo operato una ridiscussione continua: delle regole che tengono insieme le persone, del loro lavoro, e del pubblico che si viene a creare intorno ad esso, con cui si instaura un rapporto istantaneo e sempre a rischio di essere perduto. In ultimo, come Ebla è stata portata alla luce in tutta la sua ricchezza da una campagna di scavo, così il fare teatrale del gruppo è in molti aspetti simile al lavoro dell’archeologo: il continuo riferimento al passato per poter raccontare qualcosa di nuovo. Si scava con le mani perché l’universo affiorante è fragile. E lascerà sempre aree ignote.

## Ipercorpo - festival internazionale di arti dal vivo
Giunto alla sua diciassettesima edizione nel 2020, Ipercorpo si è costruito negli anni un’identità precisa, divenendo uno degli appuntamenti più importanti per la ricognizione delle nuove realtà in Italia, con presenza costante di operatori da tutta Europa. Come accade nella scena teatrale, anche nella direzione di Ipercorpo le singole personalità che costituiscono Città di Ebla si uniscono in una comune sperimentazione artistico-progettuale, mantenendo una forte carica autorale. Questa attitudine ha reso possibile il progressivo ampliamento delle attività ai diversi linguaggi dell’arte contemporanea (teatro, danza, musica, arte, video, etc.) con una conseguente apertura ad ambiti non solo culturali ma anche politici, economici e sociali, tanto da dimostrare come l’arte possa oggi tracciare importanti strade e introdurre nuovi sguardi in risposta ai problemi della contemporaneità.
Le edizioni dal 2006 al 2010 si sono svolte presso la Sala Rovere dei Magazzini Interstock di Forlì, spazio che ha accolto la maggior parte delle produzioni del collettivo. Dal 2011 Ipercorpo ha rialzato le serrande dell’ex autorimessa delle corriere S.I.T.A./ATR situata nel cuore di Forlì, diventato da allora il luogo d’elezione per festival. Lo spazio, ora EXATR, è al centro di un processo di rigenerazione urbana in condivisione con l'associazione Spazi Indecisi e il Comune di Forlì.
Con il progetto Italian Performance Platform, dal 2013 Ipercorpo ospita annualmente a Forlì operatori internazionali di prestigiosi contesti di arti performative di molteplici Paesi (Corea, Egitto, Germania, Inghilterra, Ungheria, Belgio, Olanda, Spagna, Estonia, Polonia, Slovacchia, Danimarca, Francia, Albania), grazie ai quali ha dato vita dal 2017 alla Masterclass Internazionale Scena Europa.

## EXATR - un centro culturale all'interno dell'ex deposito delle corriere S.I.T.A./ATR
Il grande edificio, di natura prettamente industriale, è inserito all’interno di un panorama di architetture razionaliste presenti nella città di Forlì. L’azione di Ipercorpo è stata fortemente propositiva e ha mostrato concretamente le grandi potenzialità di questo spazio, di oltre 6.000 mq tra spazio coperto e cortile esterno, quale luogo deputato alle arti performative con vocazione contemporanea, restituendo alla città un luogo dismesso da più di dieci anni. Da qui la nascita del progetto di rigenerazione urbana EXATR, cofinanziato dalla Regione Emilia-Romagna, per il quale Città di Ebla è in ATS con Spazi Indecisi, in qualità di cofinanziatori e cogestori dello spazio, e con il Comune di Forlì, in qualità di capofila. La ricerca costante di meccanismi di innovazione riguardanti i processi e le attività di Ipercorpo, portano a sperimentare forme di arte partecipativa strettamente connesse al contesto urbano in cui l’ex deposito è ubicato, alimentando un percorso di condivisione volto alla riappropriazione dei beni comuni della città.

## Spettacoli
- Othello: da un’idea di William Shakespeare demolita e incendiata (2005)
- Wunderkammer (2006)
- Pharmakos :: Movimento I - Embrione (2006)
- Pharmakos :: Movimento II - Atto barbaro (2007)
- Pharmakos :: Movimento III - Orizzonti del campo (2007)
- Pharmakos :: Movimento IV - Corporis Fabrica (2007)
- Pharmakos :: Movimento V - Anatomia del sacro (2008)
- La metamorfosi (2010)
- The dead (2012)
- Suite Michelangelo (2013)
- Corpo Centrale (2017)

## Produzioni e co-produzioni
- Das Spiel (Il gioco) - Alessandro Bedosti, Antonella Oggiano (2015)
- OASI - Muna Mussie (2018)

## Edizioni di Ipercorpo
- Ipercorpo 2006  (maggio) - Kollatino Underground, Roma
- Ipercorpo 2006 (novembre) - Magazzini Interstock, Villa Rovere
- Ipercorpo 2006 (dicembre) - Kollatino Underground, Roma
- Ipercorpo 2007 - Magazzini  Interstock, Villa Rovere
- Ipercorpo 2008 - Magazzini Interstock; Villa Rovere
- Ipercorpo 2009 :: Pensare la forma - Magazzini  Interstock, Villa Rovere
- Ipercorpo 2010 :: Infinita migrazione - Magazzini  Interstock, Villa Rovere
- Ipercorpo 2011 :: Premere sui confini - EXATR, Forlì
- Ipercorpo 2012 :: Articolo 1 - EXATR, Forlì
- Ipercorpo 2013 :: Io sono qui - EXATR, Forlì
- Ipercorpo 2014 :: Come funziono - EXATR, Forlì
- Ipercorpo 2015 :: Presidio - Fabbrica delle candele, EXATR, Forlì
- Ipercorpo 2016 :: Cosa rimane - Ex centrale avicola, Forlì
- Ipercorpo 2017 :: Patrimonio - EXATR, Forlì
- Ipercorpo 2018 :: Il padre - EXATR, Forlì
- Ipercorpo 2019 :: La pratica quotidiana - Chiesa di San Giacomo, Oratorio di San Sebastiano, Forlì
- Ipercorpo 2020 :: Tempo reale (prima parte) - EXATR, EXGIL, Forlì